# Struthiola rhodesiana
Struthiola rhodesiana är en tibastväxtart som beskrevs av Alvah Peterson. Struthiola rhodesiana ingår i släktet Struthiola och familjen tibastväxter. Inga underarter finns listade i Catalogue of Life.